# 第55回日劇學院賞
←第54回 - 第55回 - 第56回→
第55回日劇學院賞，針對2007年10月到12月在日本播出的連續劇做出投票與評比。

## 最優秀作品賞
1. 神探伽利略
2. 醫龍 2
3. 有閑俱樂部

- 讀者票：1.神探伽利略；2.有閑俱樂部；3.醫龍 2
- 記者票：1.神探伽利略；2.醫龍 2；3.抹布女孩
- 評審票：1.神探伽利略；2.醫龍 2；3.風林火山

## 主演男優賞
1. 福山雅治（神探伽利略）
2. 長瀨智也（歌姬）
3. 坂口憲二（醫龍 2）

- 讀者票：1.福山雅治（神探伽利略）；2.赤西仁（有閒俱樂部）；3.長瀨智也（歌姬）；4.坂口憲二（醫龍 2）
- 記者票：1.福山雅治（神探伽利略）；2.長瀨智也（歌姬）；3.内野聖陽（風林火山）；4.坂口憲二（醫龍 2）
- 評審票：1.福山雅治（神探伽利略）；2.内野聖陽（風林火山）；3.長瀨智也（歌姬）、坂口憲二（醫龍 2）

## 主演女優賞
1. 菅野美穗（工作一姐（日语：働きマン））
2. 上戶彩（我的野蠻媽咪）
3. 北川景子（抹布女孩）

- 讀者票：1.菅野美穗（工作一姐）；2.上戶彩（我的野蠻媽咪）；3.北川景子（抹布女孩）
- 記者票：1.菅野美穗（工作一姐）；2.北川景子（抹布女孩）；3.上戶彩（我的野蠻媽咪）
- 評審票：1.菅野美穗（工作一姐）；2.上戶彩（我的野蠻媽咪）；3.北川景子（抹布女孩）

## 助演男優賞
1. 大泉洋（我的野蠻媽咪）
2. 谷原章介（抹布女孩）
3. Gackt（風林火山）

- 讀者票：1.橫山裕（有閒俱樂部）；2.大泉洋（我的野蠻媽咪）；3.田口淳之介（有閒俱樂部）
- 記者票：1.谷原章介（抹布女孩）；2.大泉洋（我的野蠻媽咪）；3.速水茂虎道（工作一姐）
- 評審票：1.Gackt（風林火山）；2.大泉洋（我的野蠻媽咪）；3.谷原章介（抹布女孩）

## 助演女優賞
1. 柴咲幸（神探伽利略）
2. 美波（有閑俱樂部）
3. 相武紗季（歌姬）

- 讀者票：1.柴咲幸（神探伽利略）；2.相武紗季（歌姬）；3.美波（有閒俱樂部）
- 記者票：1.柴咲幸（神探伽利略）；2.相武紗季（歌姬）；3.美波（有閒俱樂部）、小泉今日子（二十歲戀人）
- 評審票：1.柴咲幸（神探伽利略）；2.小泉今日子（二十歲戀人）；3.美波（有閒俱樂部）

## 監督賞
1. 西谷弘、成田岳、西坂瑞城、澤田鎌作（神探伽利略）
2. 水田成英、葉山浩樹（醫龍 2）

## 腳本賞
1. 福田靖、古家和尚、松本欧太郎（神探伽利略）
2. 林宏司（醫龍 2）
3. 大森壽美男（風林火山）

## 其他獎項
- 主題曲賞：KOH+（神探伽利略）
- 特別賞（新人賞）：北川景子（抹布女孩）